# Деррикс, Кливант
Кли́вант Де́ррикс, Мл. (англ. Cleavant Derricks, род. 15 мая 1953, Ноксвилл, Теннесси; имя при рождении — Кливант (англ. Cleavant) — американский актёр, поэт-песенник.

## Биография

### Ранние годы
Деррикс родился в Ноксвилле, штат Теннеси, у матери пианистки и баптистского проповедника и композитора Кливанта Деррикса Ст. Его брат-близнец — актёр и музыкант Клинтон Деррикс-Кэрролл. Деррикс начал свою карьеру в качестве автора Евангелия Нэшвилле. С отцом он написал госпелальбом Satisfaction Guaranteed. Он был музыкальным режиссёром и композитором музыки When Hell Freezes Over I’ll Skate
Деррикс отправился в Нью-Йорк, чтобы учиться играть с Винет Кэрролл в Городском Театре Искусств. Он получил восторженные отзывы за свою игру в её бродвейских шоу, в том числе But Never Jam Today. Кроме того, он выиграл премию Tony Award и премию Drama Desk James за создание роли James «Thunder» Early in Dreamgirls. Он также играл главные роли в бродвейском мюзикле «Бруклин», как Уличный певец (англ. Streetsinger.
Вскоре после этого Деррикс появился в фильмах, таких как «Москва на Гудзоне», «Жена бейсболиста» Нила Саймона, «Карнавал на улице Вязов». Он был постоянным участником ТВ-серий Thea с Thea Vidale и Brandy, и Good Sports с Farrah Fawcett и Ryan O'Neal. Его роль Рембрандта Брауна в сериале «Скользящие» с Джерри О’Коннеллом, Сабриной Ллойд, Джоном Рис-Дэвисом примечательна тем, что Деррикс является единственным оригинальным актёром «Скользящих» появляющимся во всех сериях. Кроме того, Деррикс имел многочисленные роли приглашённой звезды в сериалах «Розанна», «Другой мир», «Полиция Майами», «Спенсер», «Зачарованные» и многих других.

## Фильмография
| - Cold Case (2007) - Wedding Bells (2007) - Basilisk: the Serpent King (2006) - The Bernie Mac Show (2002) as Willie - World Traveler (2001) as Carl - The Practice (2001) as Mr. Lees - 18 Wheels of Justice (2000) as Harold Baines - Charmed (2000) as Cleavant Wilson - Touched by an Angel (1999) as Robert - Wes Craven's Carnival of Souls (1998) as Sid - Sliders (1995—2000) as Rembrandt 'Cryin' Man' Brown - Something Wilder (1994—1995) as Caleb - Thea (1993—1994) as Charles - Woops! (1992) - Drexell's Class (1991—1992) as George Foster - Good Sports (1991) as Jeff Mussberger - Sibs (1991) - L.A. Law (1991) as Mark Wright | - A Different World (1991) as Larry - Roseanne (1989) - Moonlighting (1987) as Leonard Haven - Spenser: For Hire (1987) as Mac Dickerson - Bluffing It (1987) as Cal - Mickey and Nora (1987) as Marvin - The Equalizer (1986) as Sonny Raines - Off Beat (1986) as Abe Washington - Neil Simon's The Slugger's Wife (1985) as Manny Alvarado - Miami Vice (1985) as David Jones (серия «The Dutch Oven») - Moscow on the Hudson (1984) as Lionel Witherspoon - The Ambush Murders (1982) - Fort Apache the Bronx (1981) as Suspect #4 - When Hell Freezes Over, I'll Skate (1979) - Cindy (1978) as Michael Simpson |

## Дискография
- Dreamgirls: Original Broadway Cast Album (1982)
- Beginnings (1999)
- Brooklyn (2004)